# Cymothoidae
A Cymothoidae a felsőbbrendű rákok (Malacostraca) osztályába és az ászkarákok (Isopoda) rendjébe tartozó család.

## Rendszerezésük
A családba az alábbi nemek tartoznak:
- Aegathoa
- Agarna
- Amblycephalon
- Anilocra
- Anphira
- Artystone
- Asotana
- Braga
- Catoessa
- Ceratothoa
- Cinusa
- Creniola
- Cterissa
- Cymothoa
- Elthusa
- Emetha
- Enispa
- Glossobius
- Ichthyoxenus
- Idusa
- Irona
- Isonebula
- Joryma
- Kuna
- Lathraena
- Livoneca
- Livonectus
- Lobothorax
- Mothocya
- Nerocila
- Norileca
- Olencira
- Ourozeuktes
- Paracymothoa
- Philostomella
- Pleopodias
- Plotor
- Pseudoirona
- Renocila
- Rhiothra
- Riggia
- Ryukyua
- Telotha
- Tetragonocephalon
- Vanamea